# جواو رودريغيز تكوزو
كان جواو رودريغز (بالبرتغالية: João Rodrigues)، (تقريبًا عام 1561 أو 1562 - 1633 أو 1634)، المعروف باسم تكوزو (بالبرتغالية: Tçuzu) والمعروف أيضًا بأسماء أخرى في الصين وكوريا، بحارًا ومحاربًا ومترجمًا يسوعيًا برتغاليًا ومبشرًا وكاهنًا وباحثًا في اليابان والصين. لكن تأتي شهرته الأساسية بسبب أعماله اللغوية حول اللغة اليابانية، بما في ذلك كتابه «فن اللغة اليابانية». كما كان هناك اعتقاد خاطئ منذ فترة طويلة بأنه المترجم الرئيسي لأول قاموس ياباني - برتغالي، والذي نُشر عام 1603.

## أعماله
كتاب «فن اللغة اليابانية» (بالبرتغالية: Arte da Lingoa de Iapam) نُشر في مدينة ناغاساكي في ثلاثة مجلدات من عام 1604 إلى عام 1608. يتضمن الكتاب - بالإضافة إلى المفردات والقواعد - تفاصيل عن السلالات الحاكمة للبلاد والعملة ووحدات القياس اليابانية ومعلومات تجارية أخرى. يُعتبر كتاب «فن اللغة اليابانية» بجلاء أول كتاب ياباني مطبوع للقواعد اللغوية، على الرغم من أنه قد سبقته بعض المعاجم والقواعد اللغوية المخطوطة، مثل تلك التي أُعطيت لليسوعيين الفلبينيين الذين استقروا في مدينة كيوتو عام 1593. توجد نسخة مخطوطة منه في مكتبة الفاتيكان؛ أما النسختان الباقيتان من النسخة المطبوعة فهما موجودتان إحداهما في مكتبة بودليان بجامعة أكسفورد والأخرى ضمن المجموعة الخاصة لإيرل كروفورد بإسكتنلدا. ترجمه إلى اللغة اليابانية تاداو دوي (土井忠生) عام 1955.
نُشر كتاب «الفن القصير للغة اليابانية» (باللغة الجاليكية: Arte Breve da Lingoa Iapoa) في مستعمرة ماكاو البرتغالية عام 1620، يصنف الكتاب القواعد اللغوية السابقة باعتبارها «الفن العظيم» (بالبرتغالية: Arte Grande). وهو لا يقتصر على اختصار العمل السابق فحسب، بل يعيد صياغة معالجته للقواعد، ويرسي قواعد واضحة وموجزة فيما يتعلق بالسمات الرئيسية للغة اليابانية. توجد نسخة مخطوطة من هذا الكتاب في المكتبة الوطنية الفرنسية؛ أما النسختان المطبوعتان الباقيتان فهما موجودتان في مكتبة أجودا في مدينة لشبونة ومكتبة مدرسة الدراسات الشرقية والأفريقية بجامعة لندن. ترجمه إلى اللغة الفرنسية إم سي لاندريس تحت عنوان «عناصر قواعد اللغة اليابانية» (بالفرنسية: Elémens de la Grammaire Japonaise) عام 1825، مع إضافة ملحق إلى الكتاب في العام التالي.
كان كتابه «تاريخ الكنيسة اليابانية» (بالبرتغالية: Historia da Igreja do Japão) محاولة بارزة لإتمام الأعمال السابقة غير المكتملة لفالينانو ولويس فرويس، لكنه كان في حد ذاته عمل غير مكتمل. على الرغم من اسم الكتاب، فإن تفاصيل الجهود اليسوعية في اليابان وضعت إلى حد كبير في ملحق بعنوان «أساقفة الكنيسة اليابانية» (بالبرتغالية: Bispos da Igreja do Japao). يصف النص الرئيسي للكتاب التاريخ والثقافة اليابانية، بما في ذلك مناقشات حول اللغة اليابانية والحروف الصينية وأساليب الكتابة. شهد رودريغز توسع الوجود البرتغالي في اليابان، ووصول ويليام آدامز؛ أول رجل إنجليزي يصل إلى اليابان، وتوطيد حكم شوغونية توكوغاوا. خلال هذه الفترة، كتب أيضًا ملاحظات عن الحياة اليابانية، بما في ذلك الأحداث السياسية لظهور حكومة الشوغونية ووصفًا تفصيليًا لمراسم تقديم الشاي (وهو نشاط ثقافي يشمل التحضير الاحتفالي وتقديم الشاي). تكشف كتاباته عن عقل متفتح تجاه ثقافة البلد المضيف له، بما في ذلك مدح قداسة الرهبان البوذيين. فُقدت المخطوطة الأصلية للكتاب ولكن اكتشف اليسوعي جي إم كروس نسخة تعود لعام 1740 في مكتبة أجودا عام 1900 تقريبًا. نُشرت في طوكيو أول 181 صفحة من المخطوطة في مجلدين؛ ظهرا في هيئة المجلد الثالث عشر من سلسلة بعنوان «أخبار من ماكاو» (بالبرتغالية: Colecção: Noticias de Macau; 1953 & 1955). ترجم الكتاب إلى الإنجليزية المؤرخ الأمريكي مايكل كوبر في عام 2001.
عمل رودريغيز على أطروحتين- إحداهما تتعلق بالطوائف البوذية الصينية وعلاقتها بالطوائف البوذية الموجودة في اليابان، والأخرى عن جغرافية الصين وفقًا لأسلوب مسرح العالم (ثياتروم أوربيس تيراروم، يعتبر أول أطلس حديث) لأورتيليوس (كان رسام خرائط وجغرافيًا وعالمًا كوزموغرافيًّا «كونيًا») - وبقيت الأطروحتان في أجزاء متفرقة من المخطوطات الأصلية. حُفظت كذلك رسالته إلى جيونج دوون حول علم الفلك الغربي؛ وترجمها إلى الإيطالية ديليا وإلى الإنجليزية سوتر وآخرون. كتب أيضًا في الصين وصفًا لمسلة شيان التي تعود للقرن الثامن والتي اكتُشفت في مدينة شيان عام 1625، وكتب أطروحة تعارض ترجمة ماتيو ريتشي (كان كاهنًا يسوعيًا إيطاليًا وأحد الشخصيات المؤسسة للبعثات اليسوعية في الصين) للمفاهيم المسيحية إلى اللغة الصينية. وكتب أيضًا «تاريخ غونزالو الوفي» (بالصينية التقليدية: 公沙効忠紀, Gōngshā Xiàozhōng Jǐ) وهي أنشودة صينية تصور شجاعة القائد كابتن تيكسيرا في مدينة دنغتشو.
كان من المعتقد أيضًا منذ فترة طويلة أن رودريغز هو المترجم الرئيسي لأول قاموس ياباني- برتغالي، والذي نُشر عام 1603، لكن هذا الإسناد كان خاطئًا، وقد كانت مشاركة رودريغز في أي جانب من جوانب تجميع هذا القاموس محل نقاش.